# 田中奈々絵
田中 奈々絵（たなか ななえ、1975年3月26日 - ）は、日本のフェンシング選手。右利き。種目はエペ。千葉県出身。
早稲田大学教育学部在学中の1996年、アトランタオリンピックに出場、エペ個人で46位、久保紀子、新井祐子との団体で11位となった。